# 엘리자베스 구티에레스
엘리자베스 구티에레스(Elizabeth Gutiérrez, 1979년 4월 1일 ~ )는 미국의 배우, 모델이다.